# Rally de Montecarlo de 2021
El Rally de Montecarlo de 2021 fue la 89.ª edición (110 años de historia) y la primera ronda de la temporada 2021 del Campeonato Mundial de Rally. Se celebró del 21 al 24 de enero y contó con un itinerario de catorce tramos sobre asfalto que sumarón un total de 279,88 km cronometrados. Esta también fue la primera ronda de los campeonatos WRC 2, WRC 3 y la Copa RGT.

## Lista de inscritos
| Num.                     | Piloto                      | Copiloto                 | Automóvil              | Equipo                      | Neumático |
| ------------------------ | --------------------------- | ------------------------ | ---------------------- | --------------------------- | --------- |
| 1                        | Sébastien Ogier             | Julien Ingrassia         | Toyota Yaris WRC       | Toyota Gazoo Racing WRT     | P         |
| 3                        | Teemu Suninen               | Mikko Markkula           | Ford Fiesta WRC        | M-Sport Ford WRT            | P         |
| 6                        | Dani Sordo                  | Carlos del Barrio        | Hyundai i20 Coupe WRC  | Hyundai Shell Mobis WRT     | P         |
| 7                        | Pierre-Louis Loubet         | Vincent Landais          | Hyundai i20 Coupe WRC  | Hyundai 2C Competition      | P         |
| 8                        | Ott Tänak                   | Martin Järveoja          | Hyundai i20 Coupe WRC  | Hyundai Shell Mobis WRT     | P         |
| 11                       | Thierry Neuville            | Martijn Wydaeghe         | Hyundai i20 Coupe WRC  | Hyundai Shell Mobis WRT     | P         |
| 18                       | Takamoto Katsuta            | Daniel Barritt           | Toyota Yaris WRC       | Toyota Gazoo Racing WRT     | P         |
| 33                       | Elfyn Evans                 | Scott Martin             | Toyota Yaris WRC       | Toyota Gazoo Racing WRT     | P         |
| 44                       | Gus Greensmith              | Elliott Edmondson        | Ford Fiesta WRC        | M-Sport Ford WRT            | P         |
| 69                       | Kalle Rovanperä             | Jonne Halttunen          | Toyota Yaris WRC       | Toyota Gazoo Racing WRT     | P         |
| 20                       | Adrien Fourmaux             | Renaud Jamoul            | Ford Fiesta Rally2     | M-Sport Ford WRT            | P         |
| 21                       | Nikolay Gryazin             | Konstantin Aleksandrov   | Volkswagen Polo GTI R5 | SC Movisport                | P         |
| 22                       | Marco Bulacia Wilkinson     | Marcelo Der Ohannesian   | Škoda Fabia Rally2 Evo | Toksport WRT                | P         |
| 23                       | Oliver Solberg              | Aaron Johnston           | Hyundai i20 NG R5      | Hyundai Motorsport N        | P         |
| 24                       | Eric Camilli                | François-Xavier Buresi   | Citroën C3 Rally2      | Sports&You                  | P         |
| 25                       | Andreas Mikkelsen           | Ola Fløene               | Škoda Fabia Rally2 Evo | Toksport WRT                | P         |
| 27                       | Enrico Brazzoli             | Maurizio Barone          | Škoda Fabia Rally2 Evo | SC Movisport                | P         |
| 28                       | Sean Johnston               | Alexander Kihurani       | Citroën C3 Rally2      | Saintéloc Junior Team       | P         |
| 29                       | Nicolas Ciamin              | Yannick Roche            | Citroën C3 Rally2      | Nicolas Ciamin              | P         |
| 30                       | Yohan Rossel                | Benoît Fulcrand          | Citroën C3 Rally2      | Yohan Rossel                | P         |
| 31                       | Miguel Díaz-Aboitiz         | Diego Sanjuan de Eusebio | Škoda Fabia Rally2 Evo | Miguel Díaz-Aboitiz         | P         |
| 32                       | Cédric De Cecco             | Jérôme Humblet           | Škoda Fabia Rally2 Evo | Cédric De Cecco             | P         |
| 34                       | Giacomo Ogliari             | Lorenzo Granai           | Citroën C3 Rally2      | Giacomo Ogliari             | P         |
| 35                       | Fabrizio Arengi Bentivoglio | Massimiliano Bosi        | Škoda Fabia R5         | Fabrizio Arengi Bentivoglio | P         |
| 36                       | Johannes Keferböck          | Ilka Minor               | Škoda Fabia Rally2 Evo | Johannes Keferböck          | P         |
| 37                       | Cédric Cherain              | Stéphane Prévot          | Škoda Fabia R5         | Cédric Cherain              | P         |
| 38                       | Tom Williams                | Giorgia Ascalone         | Ford Fiesta Rally2     | Tom Williams                | P         |
| 39                       | Hermann Neubauer            | Bernhard Ettel           | Ford Fiesta Rally2     | Hermann Neubauer            | P         |
| 40                       | Davy Vanneste               | Kris D'alleine           | Citroën C3 Rally2      | Davy Vanneste               | P         |
| 55                       | Yoann Bonato                | Benjamin Boulloud        | Citroën C3 Rally2      | Yoann Bonato                | P         |
| 57                       | Mauro Miele                 | Luca Beltrame            | Škoda Fabia R5         | Mauro Miele                 | P         |
| Fuente: ewrc-results.com |                             |                          |                        |                             |           |

## Itinerario
| Día                      | Tramo | Nombre                                        | Distancia | Ganador de la etapa | Automóvil             | Tiempo          | Líder de la general |
| ------------------------ | ----- | --------------------------------------------- | --------- | ------------------- | --------------------- | --------------- | ------------------- |
| Día 1 (21 de enero)      | SS1   | Saint-Disdier - Corps                         | 20.58 km  | Ott Tänak           | Hyundai i20 Coupe WRC | 12:05.7         | Ott Tänak           |
| Día 1 (21 de enero)      | SS2   | Saint-Maurice - Saint-Bonnet                  | 20.78 km  | Ott Tänak           | Hyundai i20 Coupe WRC | 12:11.8         | Ott Tänak           |
| Día 2 (22 de enero)      | SS3   | Aspremont - La Bâtie-des-Fonts 1              | 19.61 km  | Sébastien Ogier     | Toyota Yaris WRC      | 14:00.9         | Kalle Rovanperä     |
| Día 2 (22 de enero)      | SS4   | Chalancon - Gumiane 1                         | 21.62 km  | Sébastien Ogier     | Toyota Yaris WRC      | 13:36.8         | Sébastien Ogier     |
| Día 2 (22 de enero)      | SS5   | Montauban-sur-l'Ouvèze - Villebois-les-Pins 1 | 22.24 km  | Sébastien Ogier     | Toyota Yaris WRC      | 13:35.8         | Sébastien Ogier     |
| Día 2 (22 de enero)      | SS6   | Aspremont - La Bâtie-des-Fonts 2              | 19.61 km  | Elfyn Evans         | Toyota Yaris WRC      | 13:32.5         | Elfyn Evans         |
| Día 2 (22 de enero)      | SS7   | Chalancon - Gumiane 2                         | 21.62 km  | Sébastien Ogier     | Toyota Yaris WRC      | 14:09.8         | Elfyn Evans         |
| Día 2 (22 de enero)      | SS8   | Montauban-sur-l'Ouvèze - Villebois-les-Pins 2 | 22.24 km  | Tramo cancelado     | Tramo cancelado       | Tramo cancelado | Elfyn Evans         |
| Día 3 (23 de enero)      | SS9   | La Bréole - Selonnet 1                        | 18.31 km  | Sébastien Ogier     | Toyota Yaris WRC      | 13:16.2         | Sébastien Ogier     |
| Día 3 (23 de enero)      | SS10  | Saint-Clément - Freissinières                 | 20.48 km  | Thierry Neuville    | Hyundai i20 Coupe WRC | 16:28.3         | Sébastien Ogier     |
| Día 3 (23 de enero)      | SS11  | La Bréole - Selonnet 2                        | 18.31 km  | Elfyn Evans         | Toyota Yaris WRC      | 11:59.0         | Sébastien Ogier     |
| Día 4 (24 de enero)      | SS12  | Puget-Théniers - La Penne 1                   | 12.93 km  | Sébastien Ogier     | Toyota Yaris WRC      | 8:47.6          | Sébastien Ogier     |
| Día 4 (24 de enero)      | SS13  | Briançonnet - Entrevaux 1                     | 14.31 km  | Thierry Neuville    | Hyundai i20 Coupe WRC | 11:29.6         | Sébastien Ogier     |
| Día 4 (24 de enero)      | SS14  | Puget-Théniers - La Penne 2                   | 12.93 km  | Sébastien Ogier     | Toyota Yaris WRC      | 8:42.6          | Sébastien Ogier     |
| Día 4 (24 de enero)      | SS15  | Briançonnet - Entrevaux 2 (Power Stage)       | 14.31 km  | Sébastien Ogier     | Toyota Yaris WRC      | 10:56.2         | Sébastien Ogier     |
| Fuente: ewrc-results.com |       |                                               |           |                     |                       |                 |                     |

### Power stage
El power stage fue una etapa de 14.31 km al final del rally. Se otorgaron puntos adicionales del Campeonato Mundial a los cinco más rápidos.
| Pos. | Piloto           | Copiloto          | Coche                 | Equipo                  | Tiempo  | Puntos |
| ---- | ---------------- | ----------------- | --------------------- | ----------------------- | ------- | ------ |
| 1    | Sébastien Ogier  | Julien Ingrassia  | Toyota Yaris WRC      | Toyota Gazoo Racing WRT | 10:56.2 | 5      |
| 2    | Kalle Rovanperä  | Jonne Halttunen   | Toyota Yaris WRC      | Toyota Gazoo Racing WRT | +3.3    | 4      |
| 3    | Elfyn Evans      | Scott Martin      | Toyota Yaris WRC      | Toyota Gazoo Racing WRT | +4.5    | 3      |
| 4    | Thierry Neuville | Martijn Wydaeghe  | Hyundai i20 Coupe WRC | Hyundai Shell Mobis WRT | +5.2    | 2      |
| 5    | Dani Sordo       | Carlos del Barrio | Hyundai i20 Coupe WRC | Hyundai Shell Mobis WRT | +22.0   | 1      |

## Clasificación final
| World Rally Championship   | World Rally Championship | World Rally Championship | World Rally Championship | World Rally Championship | World Rally Championship | World Rally Championship | World Rally Championship |
| Pos.                       | Piloto                   | Copiloto                 | Automóvil                | Equipo                   | Neumático                | Tiempo                   | Puntos                   |
| -------------------------- | ------------------------ | ------------------------ | ------------------------ | ------------------------ | ------------------------ | ------------------------ | ------------------------ |
| 1                          | Sébastien Ogier          | Julien Ingrassia         | Toyota Yaris WRC         | Toyota Gazoo Racing WRT  | P                        | 2:56:33.7                | 25                       |
| 2                          | Elfyn Evans              | Scott Martin             | Toyota Yaris WRC         | Toyota Gazoo Racing WRT  | P                        | +32.6                    | 18                       |
| 3                          | Thierry Neuville         | Martijn Wydaeghe         | Hyundai i20 Coupe WRC    | Hyundai Shell Mobis WRT  | P                        | +1:13.5                  | 15                       |
| 4                          | Kalle Rovanperä          | Jonne Halttunen          | Toyota Yaris WRC         | Toyota Gazoo Racing WRT  | P                        | +2:33.6                  | 12                       |
| 5                          | Dani Sordo               | Carlos del Barrio        | Hyundai i20 Coupe WRC    | Hyundai Shell Mobis WRT  | P                        | +3:14.2                  | 10                       |
| 6                          | Takamoto Katsuta         | Daniel Barritt           | Toyota Yaris WRC         | Toyota Gazoo Racing WRT  | P                        | +7:01.3                  | 8                        |
| 7                          | Andreas Mikkelsen        | Ola Fløene               | Škoda Fabia Rally2 Evo   | Toksport WRT             | P                        | +7:23.6                  | 6                        |
| 8                          | Gus Greensmith           | Elliott Edmondson        | Ford Fiesta WRC          | M-Sport Ford WRT         | P                        | +8:21.1                  | 4                        |
| 9                          | Adrien Fourmaux          | Renaud Jamoul            | Ford Fiesta Rally2       | M-Sport Ford WRT         | P                        | +9:15.8                  | 2                        |
| 10                         | Eric Camilli             | François-Xavier Buresi   | Citroën C3 Rally2        | Sports&You               | P                        | +10:36.0                 | 1                        |
| World Rally Championship 2 |                          |                          |                          |                          |                          |                          |                          |
| 1 (7.)                     | Andreas Mikkelsen        | Ola Fløene               | Škoda Fabia Rally2 Evo   | Toksport WRT             | P                        | 3:03:57.3                | 25                       |
| 2 (9.)                     | Adrien Fourmaux          | Renaud Jamoul            | Ford Fiesta Rally2       | M-Sport Ford WRT         | P                        | +1:52.2                  | 18                       |
| 3 (10.)                    | Eric Camilli             | François-Xavier Buresi   | Citroën C3 Rally2        | Sports&You               | P                        | +3:12.4                  | 15                       |
| 4 (15.)                    | Marco Bulacia Wilkinson  | Marcelo Der Ohannesian   | Škoda Fabia Rally2 Evo   | Toksport WRT             | P                        | +8:51.8                  | 12                       |
| 5 (17.)                    | Sean Johnston            | Alexander Kihurani       | Citroën C3 Rally2        | Saintéloc Junior Team    | P                        | +13:02.2                 | 10                       |
| World Rally Championship 3 |                          |                          |                          |                          |                          |                          |                          |
| 1 (11.)                    | Yohan Rossel             | Benoît Fulcrand          | Citroën C3 Rally2        | Yohan Rossel             | P                        | 3:08:20.8                | 25                       |
| 2 (13.)                    | Yoann Bonato             | Benjamin Boulloud        | Citroën C3 Rally2        | Yoann Bonato             | P                        | +1:09.2                  | 18                       |
| 3 (14.)                    | Nicolas Ciamin           | Yannick Roche            | Citroën C3 Rally2        | Nicolas Ciamin           | P                        | +2:28.1                  | 15                       |
| 4 (19.)                    | Hermann Neubauer         | Bernhard Ettel           | Ford Fiesta Rally2       | Hermann Neubauer         | P                        | +9:43.0                  | 12                       |
| 5 (21.)                    | Cédric De Cecco          | Jérôme Humblet           | Škoda Fabia Rally2 Evo   | Cédric De Cecco          | P                        | +12:30.0                 | 10                       |
| Fuente: ewrc-results.com   |                          |                          |                          |                          |                          |                          |                          |

## Clasificaciones tras el rally
| Posición | Piloto           | Puntos | Cambios de posición |
| -------- | ---------------- | ------ | ------------------- |
| 1        | Sébastien Ogier  | 30     | Sin cambios         |
| 2        | Elfyn Evans      | 21     | Sin cambios         |
| 3        | Thierry Neuville | 17     | Sin cambios         |
| 4        | Kalle Rovanperä  | 16     | Sin cambios         |
| 5        | Dani Sordo       | 11     | Sin cambios         |

| Posición | Equipo                  | Puntos | Cambios de posición |
| -------- | ----------------------- | ------ | ------------------- |
| 1        | Toyota Gazoo Racing WRT | 52     | Sin cambios         |
| 2        | Hyundai Shell Mobis WRT | 30     | Sin cambios         |
| 3        | M-Sport Ford WRT        | 10     | Sin cambios         |
| 4        | Hyundai 2C Competition  | 8      | Sin cambios         |